# Merlina
Merlina es el primer  álbum de estudio de la banda mexicana La Gusana Ciega, lanzado al mercado en agosto de 1996. Es un éxito.
Recopila las musicas que había escrito el grupo desde sus inicios a principios de esa década, plagados de un sonido crudo y garaje. En él está acreditado todavía Edwin Sours (primer baterista del grupo) en algunas canciones tocando la batería, sin embargo Germán Arroyo era ya el titular de esta posición en la banda cuando se editó el trabajo. Le dio la oportunidad al grupo de presentar su propuesta formalmente después de haber permanecido varios años en la escena underground de la Ciudad de México.

## Lista de canciones
1. «La que come suciedad» (02:52)
2. «Las manos de María la loca» (03:31)
3. «Canción a Merlina» (03:40)
4. «Bacalao» (00:47)
5. «Cáncer» (04:45)
6. «Luz interna» (03:33)
7. «El oficio humilde» (04:19)
8. «La nueva» (02:50)
9. «Kaleidoscopio» (02:50)
10. «Risas de colores» (02:39)
11. «Sólo quiero un beso» (04:27)
12. «Antes de volar» (03:03)
13. «Rey mezcal» (03:49)
14. «No puedo olvidarte» (04:10)

## Producción
- Productor: Carlos Walraven.
- Ingenieros de grabación: Marc Rodamilans y Manuel Suárez.
- Mezclado por: Marc Rodamilans en estudios La Cocina.
- Masterizado por: Dennis Parker en Estudios Guadarrama.
- Diseño: Raúl Ojanguren y Gerardo Greaves.
- Fotografías: Raúl Ojanguren y Pasqual Gorriz.

## Créditos
- Letras: Gutiérrez
- Música: Gutiérrez/Leyva/Sours
- Edwin Sours - batería (tracks 10, 12 y 13)
- Arturo Ramírez - batería (tracks 2,3 y 11)
- Cornelius Walraven - batería (tracks 1,5,6,7,8 y 9)
- Gerry Ebow - guitarra (track 14)

- Datos: Q5407347